# Флора Мадагаскара
Флора Мадагаскара састоји се од више од 12.000 врста васкуларних и неваскуларних биљака, као и од мање познатог броја гљива. Око 83% Мадагаскарских васкуларних биљака пронађено је само на острву. Ове ендемске врсте укључују пет биљних породица, 85% од преко 900 врста орхидеја икад пописаних на свету, око 200 врста палми, као што је Ravenala, шест врста баобаба и врсту винка. Висок степен ендемизма на Мадагаскару присутан је због великог периода изолације Мадагаскара након његовог одвајање од афричких и индијских копнених површина за време Мезозоика. Неколико биљних врста још из времена Гондвана и даље је настањено на Мадагаскару.
Након континенталног раздвајања, Мадагаскар је вероватно доживео сушни период, а тропске кишне шуме прошириле су се тек у периодима Олигоцена и Миоцена, када је било више падавина. Данас влажне шуме, укључујући ниске шуме Мадагаскара углавном се налазе на источној висоравни, које се налазе у близини Индијског океана. На великом делу централних висија у екорегиону субхумидних шума, данас се налазе травњаци, који су на Мадагаскару углавном настали због људске трансормације пејзажа. Травнате овласти настањују биљне врста као што је Uapaca bojeri. Тропске и сукулентне шуме налазе се у западним и југозападним деловима земље, где има најмање падавина. Мангрове настањене су на западној обали, а дуж читавог острва постоје мочварна станишта.
Прво људско присуство на Мадагаскару датира од пре 2000—4000 уназад, а насеља у унутрашњим деловима земље створена су вековима касније. Малгаши користили су биљне врсте за различите сврхе, за лечење од болести, храну и изградњу насеља. Егзотичне биљке гајили су рани насељеници, касније трговци и Французи, а многе од њих су биле важан део пољопривреде, укључујући пиринча који је и данас саставни део исхране свих народа Мадагаскара, а и биљке попут Dioscorea alata и Colocasia esculenta и банана. Плантажне културе укључују личи, каранфилић, кафу и ванилу, чији је Мадагаскар је да од највећих извозника у свету. Познато је да се на Мадагаскару интерзивно гаји око 1300 биљака.
Раст људске популације и економска активност вршили су притисак на природну вегетацију у региону, нарочито крчењем шума. Велики број ендемских врста су нестале или постале угрожене. Да би се жаштитиле биљне врсте, око 10% површине Мадагаскара је строго заштићено под Светском баштином, укључујући велики број национални паркова и резервата природе.
Прве пописе флоре Мадагаскара извршили су француски природњаци, а данас велики број домаћих и међународних организација документује разноликост земље и њене врсте, те се ангажују на њеном очувању.

## Разноликост и ендемизам
Мадагаскар је описан као једно од биљно најразноврснијих места на читавом свету. До 2018. године према каталогу биљних врста Мадагаскара, познато је 343 породица васкуларних биљака и маховина, са још 12000 врста уписаних у каталог. Од васкуларних биљака, њих 83% пронађене су на острву. Ендемске врсте укључују пет породица биљака као што су: Asteropeia, Barbeuia madagascariensis, Physena, Sarcolaenaceae и Sphaerosepalaceae. Чак 96% мадагаскарских грмља и дрвећа процењује се као ендемично.

### Васкуларне биљке
Међу не-цветним биљкама пописани су папрати, Lycopodiophyt и још 570 врста, а око половине свих пописаних су ендемичне врсте. Шест врста четинара из породице Podocarpus су ендемске врсте.
Скривеносеменице укључују око 320 врста, а 94% њих је ендемично. Породице биљака које су богате врстама су Lauraceae, Monimiaceae, Myristicaceae и Annonaceae, заједно са многим другим врстама дрвећа и грмља.
Монокотиледоне биљке су веома разноврсне. Оне укључују биљну породицу богату врстама као што су орхидеје, а има их око 900 врста, 85% њих су ендемичне. На простору Мадагаскара има око 200 врста палми, три пута више него у читавој контененталној Африци, али свега пет врста је ендемично. Остале велике породице монокотиледоних биљака укључују врсту као што је Pandanaceae. На простору Мадагаскара пописана је и врста Pandanus, на просторима кишних шума и породица Asphodelaceae, у коју спада око 130 ендемичних врста. Трава има око 550 врста, као и око 300 врста шаша, а оне имају нижи ниво ендемизма.
Ravenala madagascariensis је национални симбол и широко је распрострањено дуж читавог Мадагаскара, а припада породици Strelitziaceae.
Еудикоти представљају највећи део биљне разноликости Мадагаскара. Њихове најраспрострањеније породице на острву су:
- Легуминозе (махунарке, 662 врсте 77% ендемичних), укључујући велики број врста дрвећа као што је палисандер.
- Броћеви (из породице кафа, 632 врсте, 92% енденичних), укључујући преко 100 ендемичних врста Psychotria и 60 ендемичних врста кафа
- Asteraceae (535 врста, 81% ендемичне), са преко 100 ендемичних врста Helichrysum
- Acanthaceae (500 врста, 94% ендемичних), укључујући 90 ендемичних врста Hypoestes
- Euphorbiaceae (породица млечика, 459 врста, 94% ендемичних)
- Malvaceae (породица слеза, 486 врста, 87% ендемичних)
- Apocynaceae (363 врста, 93% ендемичних)
- Melastomataceae (341 врста, 98% ендемичних), укључујући велики број врста жбуња и дрвећа

### Неваскуларне биљке и гљиве
Према попису из 2012. године, забележена је 751 врста маховина, 390 врста јетрењача и три врсте Anthocerotophyta. Око 34% врста маховина и јетрењача је ендемично. Није познато колико је ових врста од открића до данас нестало.
Микроскопски организми као што су микро-алге су слабо познати. Прегледом слатководних диатома, пописане су 134 врсте; за већину њих није познато да ли су изумрле. Претпоставља се да Мадагаскар има богату ендемску флору дијатомита.
На Мадагаскарпу постоји велики број врста гљива. Број јестивих гљива је велики укљчујући родове: Lepiota, Auricularia, Cantharellus и Russula. 
Већина ектомикорхизалних врста ничу на плантажама еукалиптуса, али и у шумском станишту. Забележено је и 500 врста лишаја по попису из 2016. године, али се сматра да их има двоструко више.

## Типови вегетације
Покривеност земљишта према Атласу вегетације Мадагаскара (2007)
Мадагаскар има контрастне и јединствене врсте вегетације, одређене углавном топографијом, климом и геологијом. Због утицаја Индијског океана, на источном појасу преовладавају кишне шуме, а на западу тропске. Централна планинска подручја садржа планине изнад 800 м надморске висине, а највећи масив је Цараната, висине 2876 м и налази се на северном делу земље. Температуре су највише на западној обали, достижу до до 30 °C, док високи масиви имају хладну климу са температурама око 5 °C.
На западним деловима Мадагаскара налази се велики број пешчара и кречњачких сцена.
Разлике између источних, централних и западних делова по флори, први је описао енглески природњак Ричард Бартон, 1989. године. Хенри Перијер и Хенри Хјуберт детаљно су описали флору Мадагаскара.
Класификацијом из 2007. године, Атлас вегетације Мадагаскара, разликује 15 типова вегетације (укључујући два деградирана типа и култивацију) на основу сателитских слика и теренских истраживања; они су дефинисани и углавном засновани на структури вегетације и разликују се у саставу врста у различитим деловима острва. Сви типови делимично одговарају на седам земаљских екорегиона које је дефинисала Светска фондација за природу на Мадагсскару.

### Кишне шуме
Тропске кишне шуме обухватају око 8% читавог острва, а протежу се од мора до 2750 метара надморске видине, највише на источним деловима. На северу, киђне шуме се протежу западно од слове реке Самбирано и острва, укљчујући острво Носи би. Годишња количина падавина креће се од 1.500-2.400 мм, па све до 6000 мм као што је случај на полуострву Масоала, где је сушна сезона кратка. Зимзелен шуме висине су до 35 м и обухватају различите подгрупе подорица дрвећа као што су Fabaceae, Myristicaceae, Burseraceae и Ebenaceae. Циклони погађају источну обалу Мадагаскара и могу уништити станишта.
Деградиране кишне шуме покривају 10% површине острва. Ова шума обухвата различите врста шума и засада, а неки фрагменти ових шума и даље имају значајну количину биодиверзитета.
Приморске шуме, које се налазе у неколико излонованих подручја дуж источне обале поркивају мање од 1% површине Мадагаскара, углавном на пешчаним подлогама. У овим деловима има просечно од 1300 до 3200 м падавина годишње. Обалске шуме обухватају пешчана подручја, мочварне шуме и травњаке, а њихова флора укључује разне породице дрвећа, лијане, епифитске орхидеје и папрати.
Изоловано подручје кишних шума на југозападу означено је као западна влажа шума. Шуме расту на пешчаним пределима, на висинама од 700 до 1300 метара. Шума се одржава кроз кондензациону влагу, подручје је незаштићено али локално становништво га сматра светим.

### Тропске шуме и шипражје
Тропске шуме чини око 5% површине острва и протежу се од запада, преко северне стране острва односно до реке Манкогије на југу. Ово шумско подручје налази се на 1600 м надморске висине. Клима је тропска са годишњим падавинама од 500 до 1500 м, а сушни период траје око 6 месеци. На овом простору настањен је велики број шума и жбунастих биљака, а врсте које се налазе укључују Burseraceae, Fabaceae, Euphorbiaceae и баобаб.
Западне субхумидне шуме стациониране су на југозападу земље и покривају мање од 1% површине. Углавном се протежу дуж пешчара, на висинама од 70 до 100 м надморске висине. Дрвеће на овом подручју може нарасти висине до 20 метара, а обухвата ендемске врсте као што су Givotia madagascariensis и Ravenea madagascariensis. Сечење шума на овом простору је присутно и огожава њен опастанак. Светска фондација за природу означила је део ове регије под субхумидне шуме.
Најсушнији део Мадагаскара на југозападу карактерише јединствени екорегион трновитих шума, који је тако означила Светска фондација за природу. Предео покрива 4% површине острва, а ове шуме налазе се на надморскиј висина од 300 м, углавном расту на кречњачким стенама. На овом подручју падавине су ретке. Карактеристичне ендемске врсте биљака на овом подручју су баобаб и неколико врсте млечика.

### Травњаци, шумовити и жбунасти предели
Травњаци доминирају великим делом Мадагаскара, а према неким пописима обухватају више од 75% укупне површине острва. Најчешћи су на централним и западним платоима, а на њима доминирају траве као што су Aristida rufescens и Loudetia simplex. На овим просторима чести су шумски пожари. Многи истраживачи сматрају да су ова подручја настала услед велике сече дрвећа, узгоја стоке и намерног спаљивања шума, сматра се да су неки травњаци ипак ипак настали природним путем. Пашњаци се често налазе у мешавини са дрвећем или грмљем, укључујући бор, еукалиптус и чемпрес.
На западним и централним платоима на надморској висини од 500-1800 м, пронађена је зимзелена отворена шума. У њој доминирају врста Uapaca bojeri, а постоје и ендемичне врсте попут Asteropeiaceae и Sarcolaenaceae.

### Влажна подручја
Мочваре, мочварне шуме и језера присутни су у свим регијама Мадагаскара, углавном уз реке и потоке. Типичне врсте влажних станишта обухватају неколико ендемских врста циперуса, папрати и пандана. На источним и западним деловима пронађене су две врсте водених љиљана — Nymphaea nouchali и Nymphaea lotus. Лагуне 
углавном се налазе на источној обали, али се такође јављају на западу; они имају специјализовану флору халофита. Тресетишта се налазе на надморским висинама изнад 2000 м, а њихова вегетација укључује родове биљака као што су Sphagnum и росуље. Многа мочварна подручја претворена су у поља пиринча и на друге начине угрожена.
Мангрове се јављају на западном обалном делу Мозамбичног канала од севере до југа. Познато је 11 врста мангровог дрвета на Мадагаскару, а оне су угрожене због илегалне сече.

## Порекло и еволуција

### Палеогеографија
Висок степен ендемизма на Мадагаскару присутан је због великог периода изолације Мадагаскара након његовог одвајање од афричких и индијских копнених површина за време Мезозоика. Неколико биљних врста још из времена Гондвана и даље је настањено на Мадагаскару. Већина постојећих биљних група има афричке афинитете, у складу са релативно малом раздаљином на континенту, а постоје и јаке сличности биљних врста са острвима у Индијском океану као што су Комори, Маскаренска острва и Сејшели. Постоје и везе са другим удаљеним флорама Индије и Малезије.
Након њиховог одвајања од Африке, Мадагаскар и Индија су променили полове, на положај од 30° јужно географске ширине. За време Еоцена и Палеоцена, Мадагскар се поново нашао на суптропском гребену. Овакво издавање вероватно је извазвало тропску и пустињску климу на острву, која се касније умањила. Кишне шума највероватноје су успостављене током периода Олигоцена. Верује се да је интензификација монсунског система Индијског океана пре око осам милиона година додатно фаворизовала проширење влажних и субхумидних шума у касном Миоцену, посебно у северном региону Самбирано. Неки од пашњака Мадагскара могу датирати из периода касног Миоцена, када је постојало глобално ширење пашњака.

### Еволуција биљних врста
Постоји неколико хипотеза о томе како су се биљке и други организми диверзификовали у толико врста на Мадагаскару. Научници сматрају да су се врсте раздвајали постепено, прилагођавањем различитим условина животне средине на острву. Врста Euphorbia occurs присутна је на острву, а у сушним пределима она је другачија, јер се прилагодила тој клими. Ендемски врста папрата на Мадагскару развила се у пределима кишних шума још у Плиоцену.

## Истраживање и документација

### Рана истраживања
Мадагаскар и његова природна историја остали су релативно непознати изван острва пре 17. века. Његове једине везе са иностранством биле су повремени арапски, португалски, холандски и енглески морнари, који су довели кућне анегдоте и приче о бајковитој природи Мадагаскара. Уз све већи утицај Француза на овом простору, углавном су француски природњаци који су у наредним вековима документовали мадагаскарску флору.
Етен де Флакур изасланик Француске на југу Мадагаскара је у периоду од 1648. до 1655. године писао о острву, са поглављем посвећеном флори Мадагаскара. Био је први који је споменуо ендемичне врсте Nepenthes madagascariensis и Catharanthus roseus. Отприлике један век касније, 1770. године, фрацнуски природњаци Филберт Комерсон и Пиер Сонерат посетили су Мадагаскар. Сакупили су велики број биљних врста на овом подручју, које су касније описали ботаничари Жан Батист Ламарк и Луис Мари. Још један савременик, Лус Мареј Алберт посетио је Мадагаскар, на коме се задржао шест месеци и написао књигу Историја биљака сакупљених на јужном острвима Африке и рад Орхиедеје Мадагаскара и Маскаренских острва.

### Истраживања у 19. и 20. веку
Француски природња Алфред Грандидијер проучавао је природу Мадагаскара у 19. веку. Његова прва посета острву била је 1865. године, а пратило га је неколико других експедиција. Израдио је атлас острва и објавио га 1885. године, описао физичку, природну и политичку историју Мадагаскара на 39 књига. Иако је највећи допринос створио на пољу животињских врста, открио је велики број биљних врста, а неке од њих су по њему именоване.
Британски мисионар и природњак Ричард Барон живео је на Мадагскару од 1872. до 1907. године где је отркио велики број биљних врста које је касније описао ботаниар Џон Гилберт Бакер. Барон је одрадио први каталог мадагаскарске флоре, где је писано преко 4700 врста које су до тада биле познате.
Током периода француске колонизације острва (1897—1958), Хенри Перијер бде ла Бате био је главни ботаничар на Мадагаскару. Почетком 1896. године направио је велики хербаријум који је касније донирао Музеју природњачке историје у Паризу. Објавио је неколико публикација о флори Мадагаскара, као и каталог биљних врста острва на 29 књига. Његов савременик и сарадник Хенри Хјуберт био је професор у Алжиру, а касније у Паризу. Имао је десет експедиција на Мадагаскар, а 1936. године објавио је монографију флоре Мадагаскара.
Неколико других важних ботаничара који су радили у добру француске колонизације Мадагаскара, описали су више од 200 врста биљака. Аим Камус је описао траве, Рене Капурон је био главни на описивању дрвенастих биљака, а Џин Босер, директор француског института ОРТСОМ у Антананариву радио је са травама и орхиедајама. Роџер Хејм био је један од највећих микролога који су радили на Мадагаскару.

### Истраживања у 21. веку
Данас, националне и међународне истраживачке институције документују флору Мадагаскара. Ботанички и зоолошки врт Тсимбазазе има ботаничку башту и један од већих хербаријума у земљи са преко 80.000 примерака биљака. Центар за истраживање руралног развоја има хербаријум са 60.000 примерака, првенствено дрвенастих биљака. Велики број њих је дигиталозован и доступан преко интернета. Универзитет у Антананариву 
има одељење за биљке и екологију.
Изван земље, Енглеска краљевска ботаничка башта у Кјуу је једна од водећих институција у ревизији биљних врста Мадагаскара; она такође одржава стални конзерваторски центар на Мадагаскару и сарађује са центрима на острву. Музеју природњачке историје у Паризу традиционално је био један од центара за истраживање флоре Мадагаскара. Има хербаријум са око 700.000 малагазијских биљних узорака, а хербаријум је почео да се изграђује 1936. године. Ботаничка башта у Мисурију одржава Каталог биљака Мадагаскара, а има и интернет презентацију и сталну базну станицу на Мадагскару.

## Људски утицај
Први насељеници Мадагаскара имали су велики утицај на његову животну средину. Подручје је дуго изоловано, а доласком човека и формирањем насеља, прављењем пашњака за стоку, касније градњом, изумрле су многе животињске врсте, а нестале многе биљне или постале угрожене. Први Европљани стигли су на Мадагаскар у 16. веку. Раст популације на острву био је изузетно велики и брз од средине 20. века.

### Употреба аутохтоних врста
Малгаши користе велики број биља за разне намене. Ричард Барон је кајем 19. века описао више од стотну изворних биљака, које се користи за разне сврхе међу народима Мадагаскара. Ове врсте укључују врсте абонос, Dalbergia и Raphia farinifera, а користи се и палмино уље у лековите и јестиве сврхе.
Врста дрвета Ravenala madagascariensis користи се у разне сврхе на острву, пре свега као грађевински материјал. Мадагаскарски национални инстрмент валиха прави се од бамбуса, а постоји преко 30 ендемских врста које су широко распрострањене и све јестиве, укључујући печурке.
Многе локалне биљне врсте се користе као биљни лекови. Етноботаничко истраживање у југозападној приморској шуми, открило је 152 локалних биљака локално кориштених као лекови и широм земље, преко 230 биљних врста су кориштене као традиционални третмани проти маларије. Разнолика флора Мадагаскара има потенцијал за истраживање природних производа на индустријском нивоу.

### Пољопривреда
Једна од најраспрострањенијих биљака која се узгаја на Мадагаскару је пиринач. Житарице су саставни део мадагаскарске кухиње, а пиринач је увек био важна извона култура још од преколонијалног времена. Верује се да је увреден за време Аустронезијских народа који су распотрањени на Мадагаскару, а археоботанички остаци доказују његово пристуство на Мадагаскару још из 11. века. Пиринач се први пут култиривао у мочварним подручјима близу обалних делова острва. Његово расптрострањивање било је за време Мерима краљевства у 19. веку. Од тада се многа земљиштва прерађују за пољопривреду, што је довело до губитка природних стаништва и нестанак биљних и животињских врста.
На Мадагаскару се у великим количинама гаје и куркума, кокосова палма, Dioscorea alata и Colocasia esculenta, а верује се да су их донели рани насељеници из Азије. Други усеви који имају вероватно афричко порекло гаје се на Мадагаскару, а укључују крављи грашак, Vigna subterranea, Elaeis и Tamarindus indica. Неки усеви као што су теф, сирак, Panicum miliaceum и банане можда су били присутни и пре колонизације Мадагаскара, али је могуће да нису домаћи, већ да су их други људи овде донели и садили. Верује се да су арапски трговци доносили воће на острво, као што је манго, нар и грожђе. Касније, европски досељеници донели су сорте личија и авокада и промовисали култивизацију извоза каранфилића, кокосове палме, кафе и ваниле. Данас је Мадагаскар земља која произведе највише ваниле у свету.
У шумама Мадагаскара налазе се многе егзотичне биљне врсте као што су еукалиптус, бор и акација. Због традиционалне пољопривреде која се усавршавала вековима, данас долази до брзих и великих губитака шумских подручја.

### Распрострањивање биљних врста
На Мадагаскару је пописано 1300 егзотичних врста, а највише је врста маховина, 10% од укупне флоре Мадагаскара. Многе егзотичне биљне врсте уведене су за пољопривреду или друге намене. Око 600 врста је натурализовано на Мадагаскару. Злогласних пример је биљна врста Eichhornia crassipes кој асе ширила кроз суптропске и тропске регије и у мочварним подручјима, а сматра се изузетно штетном биљком.
Врста кактуса Opuntia monacantha представљен је југозападном Мадагаскару крајем 18. века од стране француских колонијалиста, који су га користили као природну ограду за заштиту војних објекта и баште. Кактуси су се брзо ширили дуж острва, а користили и као сточна храна. Неколико биљака које су сађене на Мадагаскару брзо су се рашириле, укљуујући врсту Delonix regia, која расте у тропским пределима.

### Претње и очување врста
Мадагаскар, заједно са суседним острвима, сматра се жариштем за биодиверзитет због великог броја врста и ендемизма, али се на њему драматично смањењује примарна вегетација. Светска фондација за природу означила је чак шест од седам екорегиона Мадагаскара као критично угрожене. Подаци о дистрибуцији и статусу многих изворних биљака на Мадагаскару и даље недостају, али Црвена листа IUCN из 2011. године проценила је 1676 ендемичних врста васкуларних биљака и пронашла је више од 1000 које су угрожене или критично угрожене.
Брзи пораст становништва острва и пољопривредне активности довеле су до губитка природног стаништва. Шумски покривач је смањен за око 40% од 1950. до 2000. године, а преостале шуме су врло ретке.
Повећане су активности на пољима илегалне и легалне сече, нарочито палисандера, нарочито након политичке кризе на Мадагаскару, 2009. године. Ретке биљке угрожене су и због бербе. Глобално загревање се очекује да смањи или помери климатски погодна подручја за биљне врсте и угрожава приобална станишта, као што су приобалне шуме, кроз повећање нивоа мора.
На простору Мадагаскара заштићено је више од шест милиона хектара површине, односно око 10% укупне површине острва. Заштићена подручја подељена су кроз националне паркове и резервате природе, а таква подручја су се утростручила од 2003. до 2013. године. Многа од ових подручја су под Светском баштином Унеска.
Мадагаскар је земља са највећим бројем биљних вреста наведених у конвенцији ЦИТЕС-а, која има за циљ да контролише трговину угроженим врстама. Да би се смањиле неодрживо уништавање шума од стране локалних заједница, предложено је боље планирање коришћења земљишта, интензификација биљака и диверзификација. Да би се смањио губитак биљних и животињских врста које живе на обалним подручјима Мадагаскара, склопљени су споразуми са рудаским компанијама које га угрожавају.

## Галерија
- Dombeya wallichii
- Dracaena reflexa var. angustifolia
- Moringacea